# Dálnice 99 (Izrael)
Dálnice 99, přesněji spíš Silnice 99 (hebrejsky: 99 כביש, Kviš 99) je silniční spojení nikoliv dálničního typu (absence vícečetných jízdních pruhů a mimoúrovňových křižovatek) v severním Izraeli a na Golanských výšinách, o délce 24 kilometrů.

## Trasa silnice
Začíná ve městě Kirjat Šmona v úrodné nížině v nejsevernějším výběžku izraelského území při horním toku řeky Jordán, kde odbočuje ze severojižní dálnice číslo 90. Směřuje pak zemědělsky využívanou krajinou s hustým vesnickým osídlením k východu. V prostoru za vesnicí Dan vstupuje na teritorium Golanských výšin a začíná setrvale stoupat po jejich svazích. Míjí lokalitu Banias a postupně stoupá až do nadmořské výšky téměř 1000 metrů. Končí na jižním úpatí masivu Hermon, v drúzském městě Mas'ade a ústí do dálnice číslo 98.